# Tournée mondiale 1966 de Bob Dylan
 (décembre 2024).
La mise en forme du texte ne suit pas les recommandations de Wikipédia : il faut le « wikifier ».
Les points d'amélioration suivants sont les cas les plus fréquents. Le détail des points à revoir est peut-être précisé sur la page de discussion.
- Les titres sont pré-formatés par le logiciel. Ils ne sont ni en capitales, ni en gras.
- Le texte ne doit pas être écrit en capitales (les noms de famille non plus), ni en gras, ni en italique, ni en « petit »…
- Le gras n'est utilisé que pour surligner le titre de l'article dans l'introduction, une seule fois.
- L'italique est rarement utilisé : mots en langue étrangère, titres d'œuvres, noms de bateaux, etc.
- Les citations ne sont pas en italique mais en corps de texte normal. Elles sont entourées par des guillemets français : « et ».
- Les listes à puces sont à éviter, des paragraphes rédigés étant largement préférés. Les tableaux sont à réserver à la présentation de données structurées (résultats, etc.).
- Les appels de note de bas de page (petits chiffres en exposant, introduits par l'outil «  Source ») sont à placer entre la fin de phrase et le point final[comme ça].
- Les liens internes (vers d'autres articles de Wikipédia) sont à choisir avec parcimonie. Créez des liens vers des articles approfondissant le sujet. Les termes génériques sans rapport avec le sujet sont à éviter, ainsi que les répétitions de liens vers un même terme.
- Les liens externes sont à placer uniquement dans une section « Liens externes », à la fin de l'article. Ces liens sont à choisir avec parcimonie suivant les règles définies. Si un lien sert de source à l'article, son insertion dans le texte est à faire par les notes de bas de page.
- La présentation des références doit suivre les conventions bibliographiques. Il est recommandé d'utiliser les modèles {{Ouvrage}}, {{Chapitre}}, {{Article}}, {{Lien web}} et/ou {{Bibliographie}}. Le mode d'édition visuel peut mettre en forme automatiquement les références.
- Insérer une infobox (cadre d'informations à droite) n'est pas obligatoire pour parachever la mise en page.

Pour une aide détaillée, merci de consulter Aide:Wikification.
Si vous pensez que ces points ont été résolus, vous pouvez retirer ce bandeau et améliorer la mise en forme d'un autre article.
La tournée mondiale 1966 de Bob Dylan (Bob Dylan World Tour 1966) est une tournée de concerts entreprise par le musicien américain Bob Dylan de février à mai 1966. Cette tournée est particulièrement importante car, après être « passé à l'électrique » au Newport Folk Festival de 1965, c'était la première fois que le chanteur employait un groupe électrique pour l'accompagner. Ce groupe, qui se faisait alors appeler The Hawks, deviendra célèbre plus tard  sous le nom de The Band.
Le photographe Barry Feinstein (déjà auteur de la couverture de l'album de Dylan The Times They Are a-Changin’ en 1964) a suivi Dylan durant la partie britannique de la tournée et ce à la demande du chanteur afin d'immortaliser la tournée, tant sur scène que dans les coulisses.
Cette tournée a également été filmée par le réalisateur D.A. Pennebaker et le film a été monté par Dylan et Howard Alk avec comme résultat Eat the Document, récit débridé de l'événement. Le batteur Mickey Jones a également filmé la tournée avec une caméra amateur 8 mm .
De nombreux concerts de la tournée ont été enregistrés en audio par Columbia Records. Ces enregistrements ont débouché sur deux albums officiels: The Bootleg Series Vol. 4 : Bob Dylan Live 1966, The "Royal Albert Hall" Concert (enregistré en réalité au Manchester Free Trade Hall) et en 2016, The Real Royal Albert Hall Concert, ainsi que The 1966 Live Recordings, coffret de 36 CD de tous les concerts enregistrés pendant la tournée de 1966. Il existe également de nombreux enregistrements pirates de ces concerts.
Le dernier concert de la tournée a eu lieu le 27 mai 1966 au Royal Albert Hall de Londres. Ce serait le dernier spectacle d'une grande tournée de Dylan jusqu'en 1974, l'artiste s'étant retiré à Woodstock après son accident de moto, le 29 juillet 1966.

## La tournée

### Choix du groupe
Dylan terminait les sessions pour son single Positively 4th Street de 1965 et voulait reproduire sur scène le même son qu'il avait peaufiné en studio. Il se mit bientôt à rassembler un groupe d'accompagnement comprenant plusieurs musiciens, tels que le bassiste Harvey Brooks et l'organiste Al Kooper, avec qui il avait joué pendant les sessions de Highway 61 Revisited[réf. nécessaire]. Mais la majorité des accompagnateurs provenaient de l'ancien groupe de  Ronnie Hawkins, Levon and the Hawks. Ils avaient impressionné Dylan lorsqu'il les avait vus jouer à Toronto, sous la direction de Mary Martin, collaboratrice d'Albert Grossman, qui lui avait conseillé de rencontrer le groupe à la taverne Le Coq d'Or, un club de la rue Yonge. Robbie Robertson se rappelle cependant qu'il s'agissait de la Friar's Tavern, un établissement voisin . Une autre version de cette première rencontre laisse penser qu'elle aurait eu lieu dans un club de Jersey Shore[réf. nécessaire]. Le batteur Levon Helm et le guitariste Robbie Robertson ont rapidement été invités à rejoindre le groupe de Dylan. Après seulement deux concerts de la tournée en Amérique du Nord, Kooper quitta le groupe pour cause de stress et de problèmes de sécurité. Lui et Brooks furent remplacés par les Hawks restants: le bassiste Rick Danko, le pianiste Richard Manuel et l'organiste Garth Hudson. Le batteur Levon Helm, lui aussi déçu par l'accueil constamment hostile du public durant les concerts, quittera le navire en novembre et sera remplacé par le batteur de studio Bobby Gregg,. Gregg quittera aussi le groupe après quelques concerts. Sandy Konikoff le remplacera jusqu'au départ de la tournée en Australie. C'est finalement l'ancien batteur de Johnny Rivers, Mickey Jones, qui restera avec le groupe durant tout le reste de la tournée.

### Contexte
Dylan et son groupe avaient donné sporadiquement des concerts à travers les États-Unis et le Canada pendant l'enregistrement des premières sessions de Blonde on Blonde. En septembre 1965, Dylan et son groupe se rendirent à Woodstock, dans l'État de New York, pour répéter les chansons qu'ils interpréteraient lors de la tournée mondiale. Plusieurs d'entre elles, telles que Maggie's Farm, Can You Please Crawl Out Your Window? et It Ain't Me Babe seront progressivement supprimées du répertoire de la tournée .
La première étape de la tournée a lieu en Amérique du Nord, alors que Kooper et Helm avaient tous deux déjà quitté le groupe. Les premières sessions avec le groupe pour Blonde on Blonde se sont avérées improductives, avec seulement deux morceaux suffisamment bons pour être mis sur disque (Can You Please Crawl Out Your Window? et One of Us Must Know (Sooner or Later)). Dylan s'est donc rapidement rendu à Nashville, Tennessee, pour enregistrer avec une nouvelle équipe de musiciens de studio. En avril, il avait terminé les sessions de Blonde on Blonde et poursuivit la tournée hors Amérique du Nord.
Quittant les États-Unis continentaux, Dylan s'est d'abord rendu à Honolulu (Hawaï) puis en Australie, où il a donné sept concerts en dix jours à Sydney, Brisbane, Melbourne, Adélaïde et Perth. La tournée s'est ensuite envolée pour la Scandinavie avec des concerts à Stockholm et   Copenhague. Après la Scandinavie, Dylan se produit en Irlande (concert à Dublin et en Irlande du Nord) et en Grande-Bretagne. La tournée fait un court passage à Paris avant de se terminer à Londres.

### Le concert du Royal Albert Hall
Vers la fin du concert du 17 mai 1966 au Free Trade Hall de Manchester, entre les chansons Ballad of a Thin Man et Like a Rolling Stone, Dylan est traité de « Judas » par un spectateur (peut-être John Cordwell). Dylan lui répond: « Je ne te crois pas, tu es un menteur ! », avant d'exhorter ses musiciens à « jouer fort » pour terminer le set avec Like a Rolling Stone. L'incident est vite devenu un moment légendaire dans l'histoire du rock. Un album pirate de la partie électrique de ce concert existait depuis de nombreuses années, apparaissant pour la première fois sur le disque In 1966 There Was en 1970, avant d'être officiellement publié sous le titre The Bootleg Series Vol. 4 : Bob Dylan Live 1966, The "Royal Albert Hall" Concert» en 1998. Ce nouveau statut du disque a poussé le DJ de BBC Radio 1 Andy Kershaw à déclarer: « Je n'arrive toujours pas à croire qu'ils l'aient enfin sorti. Je ne cesse de regarder mon exemplaire. »   

## Accueil
Parce que Dylan jouait désormais « électrique », il était constamment hué par des puristes folk et des fans en colère tout au long de la moitié électrique des concerts. Même la presse commençait à se rallier aux critiques des fans. Une critique du concert du 5 mai 1966 à Dublin, en Irlande, paru dans le magazine Melody Maker, affirmait: « C'est incroyable de voir Dylan essayer de ressembler à Mick Jagger. Pour la plupart des spectateurs, ce fut la nuit de la grande déception. »  En Europe, les sorties de spectateurs étaient courantes mais pas aux États-Unis. La presse devint de plus en plus hostile à mesure que Dylan se produisait en Angleterre et en particulier à Londres. Le concert du 10 mai au Colston Hall de Bristol a été fustigé par un critique, affirmant que Dylan « avait sacrifié paroles et mélodies au Dieu du big beat », tandis qu'un autre déclarait que Dylan avait été « enterré dans une tombe de tambours assourdissants ». Robert Shelton écrira plus tard dans sa biographie de Dylan que la presse se comportait comme une « foule conformiste, néandertalienne »[réf. nécessaire].
Les spectateurs ont commencé à devenir hostiles, huant Dylan, hurlant des phrases comme « bidon » ou « traître » entre les chansons. Dylan répondait souvent à ces railleries, comme à Liverpool où un homme cria « Où est le poète en toi ? Qu'est-il arrivé à ta conscience ? ». Ce à quoi Dylan répondit : « Il y a un type là-haut qui cherche le sauveur, hein ? Le sauveur est dans les coulisses, nous avons une photo de lui. »  Lors d'un concert, alors que les railleries et les cris atteignaient un niveau insupportable, Dylan répondit flegmatiquement: « Oh ça va, ce sont toutes des chansons de protestation. C'est toujours le même truc, t'entends pas ? »  Lorsque le groupe se produisit en Écosse, le public se révéla un peu plus réceptif, du moins à Glasgow, où les partisans de Dylan étaient plus nombreux que ses chahuteurs. Mais à Edimbourg, une partie du public tenta de couvrir le groupe en jouant de leurs propres harmonicas. À Paris, les Français se sont même moqués de Dylan pendant son set acoustique; et pendant la partie électrique, Dylan alla jusqu'à dire au public : « Ne vous inquiétez pas, j'ai autant hâte de finir et de partir que vous. » Les deux dernières soirées au Royal Albert Hall de Londres ont vu les plus grandes sorties de spectateurs de la tournée, mais Dylan avait un certain soutien, car les Beatles étaient dans le public, criant pour faire taire les chahuteurs. George Harrison traitera les fans en colère « d'idiots ». Une fois la tournée terminée, le groupe revint en Amérique en colère et déprimé. Robbie Robertson dira plus tard: « Après ces concerts, nous étions des gars seuls. Plus personne ne voulait passer du temps avec nous. » Dans ses mémoires, Robertson raconte que les Beatles se rendront à l'hôtel de Dylan après le dernier concert à Londres mais que Dylan était trop épuisé pour les recevoir[réf. nécessaire].
En novembre 2023, la chanteuse/compositrice américaine Cat Power a sorti Cat Power Sings Dylan: The 1966 Royal Albert Hall Concert, un album de reprises du concert de Dylan du 17 mai 1966 à Manchester. Le disque a été enregistré en direct le 5 novembre 2022 au Royal Albert Hall de Londres.

## Personnalité et équipement
Maintenant que Dylan s'était séparé de ses comparses folk, son image de marque avait grandement changé. Son look James Dean  – veste en cuir et jeans – avait disparu. Le nouveau style vestimentaire de Dylan consistait en un costume pied-de-poule vert foncé composé d'un gilet croisé moulant et d'un pantalon taille haute assorti, le tout lacé de rayures mouchetées de losanges. Pour ses chaussures, il  choisit une nouvelle paire de ces bottines Chelsea faites à la main, qui étaient associées aux Beatles et mieux connues sous le nom de « boots Beatles ». Selon son photographe Barry Feinstein, Dylan avait acheté le costume et les bottes sur mesure dans une boutique de Carnaby Street à Londres. Lorsqu'il n'était pas sur scène, Dylan était rarement vu sans sa veste militaire en daim bleu et ses lunettes de soleil personnalisées de style  « wayfarer ».
Tout au long de la tournée, Dylan utilisait lors de ses sets acoustiques sa Gibson Nick Lucas Special. À son arrivée à Melbourne, après que la Nick Lucas Special de Dylan ait été endommagée et envoyée en réparation, il emprunta une guitare à un luthier local pour ses spectacles à Adélaïde et à Perth jusqu'à ce qu'il récupère la guitare réparée juste à temps pour l'étape européenne de la tournée. Il a également utilisé une Fender Kingman, pendant son temps libre en dehors de la scène. Lors des sets électriques, il utilisait une Fender Telecaster noire de 1965 avec un manche en érable. L(instrument fut par la suite adopté par Robbie Robertson jusqu'au milieu des années 70, lors de concerts commeceux de Woodstock et du Festival de l'île de Wight. Robertson a possédé cette guitare au moins jusqu'en 2015. Robertson jouait sur une Telecaster du début des années 60 avec une touche en palissandre et un ampli Fender Showman. Rick Danko utilisait une Fender Jazz Bass du milieu des années 60 et un amplificateur Traynor. Garth Hudson jouait sur son orgue Lowrey Lincolnwood SSO et sur un Leslie 45. Richard Manuel  utilisait le piano de la salle et Mickey Jones jouait sur une batterie Gretsch.
Malgré sa transition du folk acoustique au rock 'n' roll, Dylan ne se considérait pas comme faisant partie du milieu ordinaire des musiciens. Lors d'une conférence de presse en décembre 1965, il se démarque du monde de la musique rock et appelle son style « musique de vision ... musique mathématique ». 
Au cours de la tournée, Dylan aurait consommé de la drogue. L'année précédente en Angleterre, il fut allégué que Dylan avait pris du cannabis mais, fin 1965, il aurait goûté à d'autres drogues. Lors de la tournée de 1966, Dylan déclara à Robert Shelton : « Il faut beaucoup de médicaments pour maintenir ce rythme. Une tournée de concerts comme celle-ci m'a presque tué. »  Dylan a déclaré à Rolling Stone en 1984 qu'il « n'a jamais été accro à aucune sorte de drogue. »[réf. nécessaire].

## Concerts
| Date            | Ville          | Pays       | Salle                         | Réf.   |
| --------------- | -------------- | ---------- | ----------------------------- | ------ |
| 4 février 1966  | Louisville     | États-Unis | Louisville Convention Center  | [ 7 ]  |
| 5 février 1966  | White Plains   | États-Unis | Westchester County Center     | [ 5 ]  |
| 6 février 1966  | Pittsburgh     | États-Unis | Syria Mosque                  | [ 5 ]  |
| 10 février 1966 | Memphis        | États-Unis | Ellis Auditorium              | [ 8 ]  |
| 11 février 1966 | Richmond       | États-Unis | Shrine Mosque                 | [ 9 ]  |
| 12 février 1966 | Norfolk        | États-Unis | Norfolk Municipal Auditorium  | [ 10 ] |
| 19 février 1966 | Ottawa         | Canada     | Ottawa Auditorium             | [ 11 ] |
| 20 février 1966 | Montréal       | Canada     | Place des Arts                | [ 5 ]  |
| 24 février 1966 | Philadelphie   | États-Unis | Academy of Music              | [ 12 ] |
| 25 février 1966 | Philadelphie   | États-Unis | Academy of Music              | [ 12 ] |
| 26 février 1966 | West Hempstead | États-Unis | Island Garden                 | [ 5 ]  |
| 3 mars 1966     | Miami Beach    | États-Unis | Convention Hall               | [ 12 ] |
| 5 mars 1966     | Jacksonville   | États-Unis | Jacksonville Coliseum         | [ 5 ]  |
| 11 mars 1966    | St. Louis      | États-Unis | Kiel Opera House              | [ 12 ] |
| 12 mars 1966    | Lincoln        | États-Unis | Pershing Municipal Auditorium | [ 13 ] |
| 13 mars 1966    | Denver         | États-Unis | Civic Auditorium              | [ 14 ] |
| 19 mars 1966    | Los Angeles    | États-Unis | Hollywood Bowl                |        |
| 24 mars 1966    | Portland       | États-Unis | Paramount Theatre             | [ 14 ] |
| 25 mars 1966    | Seattle        | États-Unis | Center Arena                  | [ 14 ] |
| 26 mars 1966    | Vancouver      | Canada     | PNE Agrodome                  | [ 5 ]  |
| 9 avril 1966    | Honolulu       | États-Unis | International Center          | [ 15 ] |

| Date             | Ville     | Pays      | Salle                  | Réf.   |
| ---------------- | --------- | --------- | ---------------------- | ------ |
| 13 avril 1966    | Sydney    | Australie | Sydney Stadium         | [ 5 ]  |
| 15 avril 1966    | Brisbane  | Australie | Brisbane Festival Hall | [ 16 ] |
| 16 avril 1966[A] | Sydney    | Australie | Sydney Stadium         | [ 16 ] |
| 19 avril 1966    | Melbourne | Australie | Festival Hall          | [ 5 ]  |
| 20 avril 1966    | Melbourne | Australie | Festival Hall          | [ 5 ]  |
| 22 avril 1966    | Adelaide  | Australie | Palais Theatre         | [ 17 ] |
| 23 avril 1966    | Perth     | Australie | Capitol Theatre        | [ 17 ] |

| Date          | Ville      | Pays            | Salle                  | Réf.   |
| ------------- | ---------- | --------------- | ---------------------- | ------ |
| 29 avril 1966 | Stockholm  | Suède           | Stockholm Concert Hall | [ 5 ]  |
| 1er mai 1966  | Copenhague | Danemark        | K.B. Hallen            | [ 5 ]  |
| 5 mai 1966    | Dublin     | Irlande         | Adelphi Cinema         | [ 5 ]  |
| 6 mai 1966    | Belfast    | Irlande du Nord | ABC Theatre            | [ 5 ]  |
| 10 mai 1966   | Bristol    | Angleterre      | Colston Hall           | [ 5 ]  |
| 11 mai 1966   | Cardiff    | Pays de Galles  | Capitol Theatre        | [ 5 ]  |
| 12 mai 1966   | Birmingham | Angleterre      | Birmingham Odeon       | [ 5 ]  |
| 14 mai 1966   | Liverpool  | Angleterre      | Odeon Theatre          | [ 5 ]  |
| 15 mai 1966   | Leicester  | Angleterre      | De Montfort Hall       | [ 5 ]  |
| 16 mai 1966   | Sheffield  | Angleterre      | Gaumont Theatre        | [ 5 ]  |
| 17 mai 1966   | Manchester | Angleterre      | Free Trade Hall        | [ 5 ]  |
| 19 mai 1966   | Glasgow    | Ecosse          | Odeon Theatre          | [ 5 ]  |
| 20 mai 1966   | Edimbourg  | Ecosse          | ABC Theatre            | [ 5 ]  |
| 21 mai 1966   | Newcastle  | Angleterre      | Odeon Theatre          | [ 5 ]  |
| 24 mai 1966   | Paris      | France          | L'Olympia              | [ 18 ] |
| 26 mai 1966   | Londres    | Angleterre      | Royal Albert Hall      | [ 5 ]  |
| 27 mai 1966   | Londres    | Angleterre      | Royal Albert Hall      | [ 5 ]  |

## Répertoire
Tous les concerts commençaient par un set acoustique, Dylan interprétant chaque fois sept chansons. En plus de jouer des morceaux enregistrés en version folk, il interprétait plusieurs de ses chansons électriques récemment enregistrées en version acoustique (She Belongs to Me, Visions of Johanna, etc.). Durant la seconde moitié d'un concert, durant laquelle il interprétait toujours huit chansons, il jouait au contraire certains de ses anciennes chansons, autrefois acoustiques, en version électrique (One Too Many Mornings, I Don't Believe You) ; mais l'essentiel de chaque set était centré sur le matériel récent de Blonde on Blonde et Highway 61 Revisited, qu'il soit acoustique ou électrique. La chanson Tell Me, Momma, qui ouvrait la seconde moitié du concert, n'a jamais été enregistrée pour un album studio.
Lors de sa première tournée américaine (août 1965 – mars 1966), Dylan jouait rarement le même répertoire deux fois de suite. Le programme ci-dessous est celui du concert du 28 août au Forest Hills Tennis Stadium, à New York.
Partie acoustique
1. 1. "She Belongs to Me"
  2. "To Ramona"
  3. "Gates of Eden"
  4. "Love Minus Zero/No Limit"
  5. "Desolation Row"
  6. "It's All Over Now, Baby Blue"
  7. "Mr. Tambourine Man"

Partie électrique
1. 1. "Tombstone Blues"
  2. "I Don't Believe You (She Acts Like We Never Have Met)"
  3. "From a Buick 6"
  4. "Just Like Tom Thumb's Blues"
  5. "Maggie's Farm"
  6. "It Ain't Me Babe"
  7. "Ballad of a Thin Man"
  8. "Like a Rolling Stone"

Dylan a ajouté plusieurs morceaux au fur et à mesure de la tournée, notamment Baby, Let Me Follow You Down, Visions of Johanna, 4th Time Around et Tell Me, Momma, supprimant To Ramona, Gates of Eden, Love Minus Zero/No Limit, Tombstone Blues, From a Buick 6, Maggie's Farm, It Ain't Me, Babe et Positively 4th Street pendant la dernière partie de la tournée. Il a également interprété plusieurs chansons une seule fois, notamment Can You Please Crawl Out Your Window? et Long Distance Operator. Après ces ajustements, le programme de chaque concert est devenu plus cohérent, suivant le modèle ci-dessous.
Partie acoustique
1. 1. "She Belongs to Me"
  2. "4th Time Around"
  3. "Visions of Johanna"
  4. "It's All Over Now, Baby Blue"
  5. "Desolation Row"
  6. "Just Like a Woman"
  7. "Mr. Tambourine Man"

Partie électrique
1. 1. "Tell Me, Momma"[19]
  2. "I Don't Believe You (She Acts Like We Never Have Met)"
  3. "Baby, Let Me Follow You Down"
  4. "Just Like Tom Thumb's Blues"
  5. "Leopard-Skin Pill-Box Hat"
  6. "One Too Many Mornings"[20]
  7. "Ballad of a Thin Man"[21]
  8. "Like a Rolling Stone"

Chaque concert durait environ 90 minutes, sans compter l'entracte entre les parties acoustique et électrique. Les seuls chœurs utilisés étaient les « lamentations » de Danko en voix de fond sur One Too Many Mornings.

## Musiciens
- Bob Dylan – guitares acoustiques et électriques; harmonica, piano, chant
- Robbie Robertson – guitare électrique
- Rick Danko – guitare basse; chœurs
- Garth Hudson – orgue
- Richard Manuel – piano
- Mickey Jones – batterie
- Sandy Konikoff – batterie (avant le 26 mars 1966)

Selon Olof Bjorner.

## Suites
Le 29 juillet 1966, deux mois après le dernier concert de la tournée mondiale, Dylan est victime d'un accident de moto alors qu'il circule sur la propriété de son manager, Albert Grossman. La véritable nature et l’étendue de ses blessures n’ont jamais été divulguées publiquement. Après l'accident, bien qu'il eût encore des concerts programmés pour le reste de l'année 1966 et au-delà, Dylan annula tous ses engagements pour une durée indéterminée[réf. nécessaire].
De nombreuses raisons expliquent sa décision. Il avait subi une pression croissante au cours des années précédentes : sa transition vers la musique « électrique » avait provoqué d'intenses critiques de la part de ses anciens confrères encore impliqués dans la scène folk. Ses concerts et conférences de presse sont devenus de plus en plus hostiles et conflictuels, et on a dit qu'il consommait de la drogue à la fin de la tournée.
Un autre raison personnelle importante est que Dylan s'était récemment marié et avait une jeune famille. Il avait en effet discrètement épousé Sara Lownds le 22 novembre 1965, et leur premier enfant Jesse était né deux mois plus tard (Dylan avait également adopté l'enfant de Lownds issu d'une relation précédente, et ils auront eu trois autres enfants au cours des trois années suivantes).
L'arrêt des tournées de Dylan a coïncidé avec celui des Beatles, qui avaient décidé de ne plus jouer en public après leurs expériences désagréables aux Philippines (ils avaient involontairement snobé la famille Marcos )  et aux États-Unis (en raison de la réaction négative suscitée par la déclaration mal interprétée de John Lennon selon laquelle les Beatles étaient « plus populaires que Jésus »). De même, une pause dans les tournées fut imposée aux Rolling Stones en raison des affaires de drogue et des procès ultérieurs de Mick Jagger, Keith Richards et Brian Jones qui les empêchèrent se produire aux États-Unis pendant un certain temps.
Un autre facteur déterminant est que la grande célébrités de ces artistes en faisait de plus en plus des cibles. Les membres survivants des Beatles ont ainsi affirmé dans The Beatles' Anthology qu'ils avaient reçu des menaces de mort et qu'ils craignaient pour leur vie lors de leur dernière tournée américaine en 1966.
Dylan a néanmoins continué à enregistrer durant la période qui a suivi l'accident, immortalisant une grande partie de son travail avec The Band dans leur sous-sol près de Woodstock dans l'Etat de New York. Ces enregistrements sont devenus célèbres sous le nom de The Basement Tapes. Dylan est retourné en studio pour enregistrer John Wesley Harding en 1967 et Nashville Skyline en 1969. En 1969, il commença à faire des apparitions ponctuelles occasionnelles, généralement lors de festivals ou de grands concerts de charité, notamment une performance très attendue au Festival de l'île de Wight en 1969 et au  Concert pour le Bangladesh de George Harrison en 1971. Mais Dylan n'entreprendra pas de tournée à grande échelle jusqu'à celle de Before The Flood qui le réunit avec The Band en janvier 1974.